# Кубок Германии по футболу 1999/2000
Кубок Германии по футболу 1999/2000 годов — 57-й розыгрыш Кубка Германии. В финале мюнхенская «Бавария» обыграла бременский «Вердер».

## Предварительный раунд
| Домашняя команда    | Счёт           | Гостевая команда       |
| ------------------- | -------------- | ---------------------- |
| Ферль               | 0:0 (пен. 6:5) | Боруссия Мёнхенгладбах |
| Дармштадт 98        | 2:4            | Кемницер               |
| Карл Цайсс          | 1:2            | Гройтер Фюрт           |
| Плауэн              | 1:0            | Алемания Ахен          |
| Оснабрюк            | 0:1            | Энерги Котбус          |
| Хамм                | 0:4            | Штутгартер Кикерс      |
| Зинген 04           | 3:2            | Рот-Вайсс Оберхаузен   |
| Фортуна Дюссельдорф | 2:0            | Нюрнберг               |
| Вупперталер         | 1:2            | Киккерс Оффенбах       |

## 1/32 финала
| Домашняя команда    | Счёт           | Гостевая команда   |
| ------------------- | -------------- | ------------------ |
| Галле 96            | 1:2            | Майнц 05           |
| Нордерштедт         | 0:3            | Штутгарт           |
| Ройтлинген 05       | 2:3            | Бохум              |
| Айнтрахт Трир       | 1:1 (пен. 5:4) | Карлсруэ           |
| Юрдинген 05         | 0:4            | Теннис-Боруссия    |
| Гютерсло            | 0:1            | Энерги Котбус      |
| Бабельсберг         | 1:0            | Унтерхахинг        |
| Пирмазенс           | 0:3            | Мюнхен 1860        |
| Пфорцхайм           | 0:2            | Фрайбург           |
| Динамо Берлин       | 0:2            | Арминия            |
| Вердер II           | 3:1            | Фортуна Кёльн      |
| Ваттеншайд 09       | 1:7            | Кёльн              |
| Меппен              | 2:1            | Киккерс Оффенбах   |
| Плауэн              | 1:2            | Штутгартер Кикерс  |
| Лангервеэ           | 0:6            | Кемницер           |
| Зинген 04           | 1:3            | Гройтер Фюрт       |
| Шёнберг 95          | 0:3            | Вальдхоф           |
| Ландсхут            | 0:2            | Ганза              |
| Фортуна Дюссельдорф | 0:2            | Ульм 1846          |
| Ферль               | 0:4            | Айнтрахт Франкфурт |
| Розенхайм 1860      | 1:2            | Санкт-Паули        |
| Любек               | 0:1            | Ганновер 96        |
| Саарбрюккен         | 0:1            | Шальке 04          |

## 1/16 финала
| Домашняя команда  | Счёт           | Гостевая команда   |
| ----------------- | -------------- | ------------------ |
| Бабельсберг       | 2:4 (доп. вр.) | Фрайбург           |
| Вальдхоф          | 3:2 (доп. вр.) | Байер              |
| Ганновер 96       | 1:2            | Арминия            |
| Санкт-Паули       | 0:2            | Ульм 1846          |
| Гройтер Фюрт      | 1:3            | Ганза              |
| Штутгартер Кикерс | 3:1            | Боруссия Дортмунд  |
| Вердер            | 2:2 (пен. 4:3) | Кайзерслаутерн     |
| Кёльн             | 2:1            | Айнтрахт Франкфурт |
| Вердер II         | 0:1            | Штутгарт           |
| Кемницер          | 2:3            | Вольфсбург         |
| Бохум             | 1:1 (пен. 6:5) | Дуйсбург           |
| Энерги Котбус     | 2:2 (пен. 5:4) | Шальке 04          |
| Меппен            | 1:4            | Бавария            |
| Майнц 05          | 2:0            | Гамбург            |
| Айнтрахт Трир     | 2:1            | Мюнхен 1860        |
| Теннис-Боруссия   | 2:3 (доп. вр.) | Герта              |

## 1/8 финала
| Домашняя команда  | Счёт           | Гостевая команда |
| ----------------- | -------------- | ---------------- |
| Айнтрахт Трир     | 0:4            | Ганза            |
| Фрайбург          | 2:0            | Энерги Котбус    |
| Майнц 05          | 2:1 (доп. вр.) | Герта            |
| Штутгарт          | 4:0            | Кёльн            |
| Вальдхоф          | 0:3            | Бавария          |
| Вердер            | 2:1            | Ульм 1846        |
| Штутгартер Кикерс | 3:2 (доп. вр.) | Арминия          |

## Четвертьфинал
| Бохум     | 1 – 2         | Вердер          |
| --------- | ------------- | --------------- |
| Вебер 63′ | Отчёт о матче | Аилтон 79′, 87′ |

| Штутгартер Кикерс | 1 – 0         | Фрайбург |
| ----------------- | ------------- | -------- |
| Марич 39′         | Отчёт о матче |          |

| Бавария                                            | 3 – 0         | Майнц 05 |
| -------------------------------------------------- | ------------- | -------- |
| Херцбергер 18′ (авт.) · Янкер 63′ · Санта Крус 70′ | Отчёт о матче |          |

| Ганза             | 2 – 1         | Штутгарт  |
| ----------------- | ------------- | --------- |
| Арвидсон 16′, 37′ | Отчёт о матче | Данди 18′ |

## Полуфинал
| Вердер                       | 2 – 1 (доп. вр.) | Штутгартер Кикерс |
| ---------------------------- | ---------------- | ----------------- |
| Дабровски 2′ · Максимов 103′ | Отчёт о матче    | Ёзкан 83′         |

| Бавария                          | 3 – 2         | Ганза                     |
| -------------------------------- | ------------- | ------------------------- |
| Санта Крус 58′, 66′ · Куффур 76′ | Отчёт о матче | Вайландт 75′ · Вибран 82′ |

## Финал
| Вердер | 0 – 3         | Бавария                            |
| ------ | ------------- | ---------------------------------- |
|        | Отчёт о матче | Элбер 57′ · Сержио 83′ · Шолль 90′ |